# Gare de Boumerdès
La gare de Boumerdès est une gare ferroviaire algérienne située sur le territoire de la commune de Boumerdès, dans la wilaya de Boumerdès.

## Situation ferroviaire
La gare est située au point kilométrique (PK) 45 sur la ligne d'Alger à Skikda, où elle est précédée de la gare de Corso et suivie de celle de Tidjelabine.

## Service des voyageurs

### Desserte
La gare de Boumerdès est desservie par :
- les trains grandes lignes des liaisons :
  - Alger - gare de Batna[1] ;
  - Alger - Tébessa[2] ;
  - Alger - Touggourt[3] ;
- les trains régionaux des liaisons :
  - Alger - Béjaïa[4] ;
  - Alger - Bouira[5] ;
  - Alger - Sétif[6] ;
- les trains du réseau ferré de la banlieue d'Alger des liaisons : Alger - Thénia et Alger[7] - Oued Aïssi[8].